# Yumeiro Patissiere
Yumeiro Patissiere (夢色パティシエール lit. Sueños de colores de una pastelera?) es una serie de manga escrita e ilustrada por Natsumi Matsumoto. Comenzó a publicarse en octubre de 2008 en la revista Ribon. Los capítulos han sido impresos en cuatro tankōbon volúmenes por Shueisha a partir de noviembre de 2009.
El manga fue adaptado al anime por Studio Hibari. La serie fue licenciada por Crunchyroll para la transmisión online con subtítulos en inglés.

## Argumento
La historia se centra en una niña de catorce años llamada Amano Ichigo que sueña con ser una pastelera como su difunta abuela, pero, es muy torpe y no sabe sobre cocina. Un profesional de dulces, Henri Lucas, le dice que se inscriba en la Academia St. Marie; una escuela culinaria de dulces. A su llegada se encuentra con la estatua de los “Espíritus de Dulces” y pide un deseo. Después es bien recibida por dos del grupo de “Príncipes de Dulces” llamados Hanabusa y Andou. En su primera clase es ubicada en el Grupo A (esto refiere estar en los grandes pasteleros con altas notas). Al principio de la serie tiene un mal comienzo con el tercero de “Príncipes de Dulces”, Kashino. Esa noche conoce a Vainilla un “Espíritu de Dulces” que se convertirá en su compañera y aprenderá a cocinar y mejorar sus cualidades mientras avanza la serie. También hará amigos, conocerá a otros espíritus y vivirán grandes aventuras. Cuenta con una segunda temporada llamada Yumeiro Patissiere Professional, que trata de Ichigo como profesional, de su nuevo romance con Makoto y de la creación de una tienda junto a sus nuevos amigos. 

## Personajes

### Principales
Ichigo Amano (天野いちご Amano Ichigo?)
Seiyū: Aoi Yūki
Es la protagonista de la serie. Ichigo es una joven de 14 años que ama los dulces. Puede ser un poco torpe, pero aun así lo intenta. Ichigo fue ignorada por su madre durante muchos años, ya que solo prestaba atención a su hermana menor, Natsume. Practicaba el piano, pero lo deja al tiempo ya que no era tan buena como Natsume. Tiene un buen sentido del gusto, que fue la causa de ser descubierta por Henri-sensei. Adora a Henri Lucas y, a veces, se sonroja cuando sueña con él. También se ruboriza cuando Kashino hace algo bueno con ella. A pesar de esto, es un poco densa por lo que es ajena a los sentimientos de otros. Su sueño es preparar dulces que hagan que la gente sonría, como los dulces que su abuela hacía. Por lo general lleva el pelo en dos coletas, pero eso cambia en la segunda temporada, en la que lo usa suelto. Desarrolla sentimientos hacia Kashino ya que en el capítulo 50 se muestran haciendo una promesa. 
Dentro de la primera temporada al ayudar a Hanabusa a superar la muerte de su padre y poder utilizar el agua de rosas que él le dejó desarrolla sentimientos por Ichigo. Tampoco se da cuenta de los sentimientos que Kashino y Andou tienen hacia ella, lo que hace que en el capítulo 16 cuando Hanabusa le da un beso en la mejilla se  lo tome como un saludo. Andou le dijo a Kashino que suerte que Ichigo sea tan despistada. Ichigo en el capítulo 15 llama a Hanabusa viejo narcisista.
Su espíritu de los dulces es Vainilla.
Makoto Kashino (樫野 真 Kashino Makoto?)
Seiyū: Nobuhiko Okamoto
Uno de los “Príncipes de Dulces” de la escuela. Kashino es asocial, no es sencillo y tiene un carácter susceptible. Es sobre todo frío con Ichigo por su torpeza e inútil personalidad. Está preocupado por su carecida falta de crecimiento y su especialidad es el chocolate. Al principio sentía que no necesitaba a Chocolat, ya que estaba seguro de sí mismo. Tiene un fuerte odio hacia las mujeres, porque una de ellas se enamoró de él y lo empezó a molestar (Miya Koshiro). Kashino llama a Ichigo, por “Amano” (refiriéndose a ella como no importante), pero a veces la ayuda. Su sueño es convertirse en un Pâtissier y utilizar el chocolate como su tío. Hanabusa es su compañero de cuarto, aunque al principio se llevaban mal cuando se conocieron. Los dos se amigaron cuando hicieron y comieron juntos Madeleines. En el manga como en el anime, salvó a Ichigo de ahogarse en el agua de un estanque al salvar el Agua de Rosas de Hanabusa. Hay capítulos donde muestra que siente algo por Ichigo como en el capítulo donde Hanabusa besa a Ichigo en la mejilla o cuando llega Henri-sensei Vainilla dice que a Ichigo puede gustarle el profesor lo que provoca que Kashino se desconcentre. En el capítulo 34 hay una pista de que le gusta Ichigo cuando Chocolat le enseña a Marrón la escritura de Kashino y al cambiar la página se alcanza a ver una parte del cabello de Ichigo dibujado por él, por supuesto el cierra el cuaderno rápidamente. Intenta apoyarla diciéndole que no deben ser débiles pero esto siempre tiene el efecto contrario. En el capítulo 18 se revela que su familia es dueña de un hospital. En la segunda temporada Kashino saltó un año en la escuela debido a las excelentes calificaciones que obtuvo durante sus 2 años de estudio en París. A pesar de tener 16, es consciente de su altura (bajo), y Johnny regularmente se burla de él por ella. Su enfoque en seguir sus sueños le distrae de darse cuenta de que Ichigo y Johnny están cada vez más cerca.
Su espíritu de los dulces es Chocolate.
Satsuki Hanabusa (花房五月 Hanabusa Satsuki?)
Seiyū:Tsubasa Yonaga
Segundo de los “Príncipes de Dulces”. Hanabusa se especializa en dulces, pasteles y decoración con caramelo. Ama todas las cosas bellas y lo llaman narcisista. A Hanabusa le empezó a gustar Ichigo desde el primer día que se conocieron y la llama “Ichigo-chan” (refiriéndose a ella como amigos muy cercanos). Su sueño es trabajar con su madre, que es florista. En el anime revela que nació en el mes de octubre. Su padre era un horticultor que murió en un accidente automovilismo. Desde el día que murió, sintió que debía ser más amable con su madre y las mujeres. La botella de agua de rosas que tiene, la mantiene como un recuerdo de su padre. Cuando se conoce por primera vez con Kashino no se llevaban nada bien, pero luego se convierten en grandes amigos, también son compañeros de cuarto. En el capítulo 16, Hanabusa besó a Ichigo en la mejilla como un punto de intenciones más allá de la amistad, pero ella lo tomó como un simple saludo. En varias veces trata de demostrar a Ichigo sus sentimientos por ella pero es muy despistada. En la segunda temporada dice que está demasiado ocupado para tener novia, pero le dice a Kashino que le diga sus sentimientos a Ichigo, pero que si ella lo rechaza, él también se le declararía a Ichigo.
Su espíritu de los dulces es Café.
Sennosuke Andou (安堂千乃介 Andō Sennosuke?)
Seiyū:Shinya Hamazoe
El tercero de los "Príncipes de Dulces”. Andou es el mayor de cinco hermanos y su especialidad son los dulces japoneses. Su sueño es abrir su propia tienda de dulces junto con su familia, vender dulces japoneses y occidentales mezclando sabores juntos. Es amigo de la infancia de Kashino y suele llamarlo “Ma-kun”. Andou llama a Ichigo como “Amano-san” (Como una relación de amistad). En el capítulo 16 insinúa que Makoto gusta de Ichigo. En la segunda temporada en el capítulo 11 mientras Andou y Hanabusa tratan de convencer a Kashino de lo que siente por Ichigo se descubre que a Andou también le gusta Ichigo, pero dice que se la dejara a Kashino. Además que Hanabusa dice que Andou ya tiene novia, se cree que puede ser Kana ya que ha mostrado mucho cariño a Andou.
Su espíritu de los dulces es Caramel.

### Yumeiro Patissiere Professional
Jhonny McBeal (ジョニーマクビール Makubīru Joni?)
Seiyū:Akio Suyama
Es un miembro del grupo A, junto a Ichigo. Es un estudiante de intercambio gracias a su prima, Miya Koshiro. Su sueño es crear un dulce que se origine en Estados Unidos, ya que son pocos los que en realidad son originarios de ese país. Johnny prefiere trabajar de forma independiente en lugar de trabajar con un grupo. Es parte del proyecto de Henri-sensei, en colaboración con Lemon, Ichigo y Kashino. Demuestra interés en Ichigo, y comienza a acosarla de la misma manera que Koshiro acosa a Kashino.
Su espíritu de los dulces es Maize.
Lemon Yamaguishi (山岸レモン Yamagishi Remon?)
Seiyū:Mariya Ise
Una estudiante del campus principal de St. Marie en París que viene a participar en el Grand Cake Prix, como contrincante del equipo de Ichigo. Más tarde, aprende a ser humilde gracias a Ichigo y vuelve a París. En la segunda temporada, se transfiere a Japón y se une al nuevo equipo de Ichigo para trabajar en el proyecto de Henri-sensei.
Su espíritu de los dulces es Mint.

### Espíritus de los dulces
Vainilla (バニラ Banira?)
Seiyū: Ayana Taketatsu
Es el espíritu de los dulces de Ichigo y se especializa en los dulces hechos con vainilla. Su actitud es bastante fuerte y por lo general se la pasa peleando con Chocolat, aunque en realidad no se odien entre sí. Ichigo y Vainilla se consideran la una a la otra como mejores amigas y le es extremadamente leal. A menudo juega un papel muy importarte animando a Ichigo cuando se siente triste. Utiliza su magia de dulces para decorar los platos, reducir a la gente al tamaño de un espíritu del dulce y llenar toda una habitación con olor a pastel. También puede traducir el lenguaje de los espíritus dulces al japonés.
Chocolat (ショコラ Shokora?)
Seiyū: Yuri Yamaoka
Es el espíritu de los dulces de Makoto y experta en los dulces hechos con chocolate. Tiene un espíritu muy competitivo y se enoja fácilmente. Es el clásico ejemplo de un personaje tsundere. Aunque parezca que no le gusta Ichigo, realmente se preocupa y le ayuda cuando sea necesario. Aparenta sentir algo por Makoto, ya que se pone celosa cuando alguna chica se le acerca, en especial Ichigo. Puede que esté enamorada de Kashi, ya que se parece a Kashino, y en un episodio de Yumeiro Pattisiere Kashi, Narci y Andy tiran un beso a las chicas y todas ponen cara de asco menos Chocolat, que se sonroja. 
Café (カフェ Kafe?)
Seiyū: Sachika Misawa
Es el espíritu de los dulces de Satsuki y es bueno con los dulces hechos con café. Café es amable, inteligente, tranquilo, caballeroso y educado. Admira a Satsuki y lo ve como su Senpai. Puede hacer un café extremadamente amargo como una forma potente de mantener al equipo de Ichigo más despierto.
Caramel (キャラメル Kyarameru?)
Seiyū: Mayu Iino
Es el espíritu de los dulces de Andou y se especializa en los dulces hechos con caramelo. Aunque Caramel es la mayor de los espíritus de los dulces en el equipo Ichigo, es torpe como Ichigo y tiende a llorar mucho. Normalmente termina sus frases con desu, tiene un terrible sentido de dirección. Ella considera a Andou como un hermano mayor.
Honey (ハニー Hani?)
Seiyū: Eri Kitamura
Es el espíritu de los dulces de Mari. Se especializa en dulces hechos con miel. 
Aunque su expresión es seria, es muy agradable y amable con todos. Los "idiotas" la llaman la cerda de miel, muy a su disgusto. Es muy respetada entre los espíritus de los dulces hasta el punto de llamarla Honey-sama. Se parece y tiene la misma personalidad que Mari.
Marron (マロン Maron?)
Seiyū: Sayuri Yahagi
Es el espíritu de los dulces de Miya, especializada en dulces hechos con castañas. Su personalidad es muy similar a la de Miya, y gracias a eso son compañeras. Al igual que Vainilla se pelea mucho con Chocolat, aunque en el fondo no la odia.
Mint (ミント Minto?)
Seiyū: Yui Ogura
Es el espíritu de los dulces de Lemon. Su especialidad son los dulces a base de menta y es muy linda y tierna, y algo inocente. No sabe leer el lenguaje de los espíritus de los dulces, y se confunde con facilidad. Su primera aparición es en el capítulo de la primera temporada cuando Lemon decide volver al campus principal en París. Es la menor de todos los espíritus aun con 150 años. Mint llama a Vainilla Vainilla-senpai.
Maize (メイズ Maize?)
Seiyū: Minori Chihara
Es el espíritu de los dulces de Jhonny. Se especializa en dulces fritos. Es muy amable, pero también es algo estricta y cuando la hacen enojar tiende a enloquecer.
Tiene poder suficiente como para quemar a la gente, y cuando quema a alguien les obliga a hacer "dogeza".

### Secundarios
Henri Lucas (アンリ・リュカス?)
Seiyū: Daisuke Kishio
Es el nieto de Marie Lucas, fundadora de la academia St. Marie. Invitó a Ichigo a ser parte de la academia. Debido a causas desconocidas tuvo que regresar a París cuando Ichigo había comenzado la escuela. Es llamado genio Pattissiere. Al parecer Henri-sensei tiene un espíritu de los dulces, su apariencia y nombre es desconocida aún. En el cap. 44 parece estar atraído por Ichigo. Tiene otra personalidad que se mostrara en el capítulo 48, pero esta personalidad la asumirá como papel de malo para que Ichigo intente superar a su abuela. En la segunda temporada pedirá a Ichigo, Kashino, Lemon y Jhonny ayuda para su nuevo proyecto, y lo mismo sucederá en el último capítulo de la 2ª temporada en el cual llama a Ichigo y les propone un proyecto que se realizará en Londres. 
Mari Tennouji (Tennouji Mari?)
Seiyū: Eri Kitamura
Es una de las alumnas favoritas de Henri Lucas. Hija de un propietario de lujosas cadenas de hoteles, y presidenta del consejo estudiantil de la academia St. Marie. A menudo denominada "princesa" de St. Marie debido a su habilidad con los dulces. Es conocida como un genio cuando se trata de pastelería. A pesar de que se le ha dado muchos premios por su excelente trabajo, ha declarado que todas sus medallas y trofeos no tienen en comparación con la atención que ella quiere de Henri Lucas. Mari constantemente trabaja muy duro para mejorar sus habilidades, independientemente de ser la mejor estudiante de St. Marie. En las semifinales del Grand cake prix, perdió contra el equipo Francois. En SP Yumeiro patissiere professional, se ha cortado el pelo y en la actualidad vive en Nueva York para ayudar en el nuevo proyecto de Henri-sensei. Su Espíritu de los dulces es Honey. Está enamorada de Henry.
Miya Koshiro (Koshiro Miya?)
Seiyū: Sayuri Yahagi
Miya es la hija del presidente de la famosa "Château Seika", compañía que se especializa en la creación y entrega de chocolates y otros dulces. Es muy decidida a conseguir lo que desea y, como tal, siempre que esté en un apuro depende en gran medida del poder de su familia y de la riqueza para conseguir lo que quiere (por ejemplo, compró el campus de Andorra de Santa María con el fin de competir en el Mundial del Grand Cake Prix). Tiene la costumbre de ordenar los ingredientes de la más alta calidad con el fin de obtener una ventaja sobre su competencia. Siente un amor obsesivo por Kashino, hasta el punto de perseguirlo. Fue la causante de que los príncipes de los dulces perdieran en el Grand Cake Prix. Gracias a su amor por Kashino, él tiene un pequeño odio hacia las chicas. Su primo es Jhony Mcbeal. Su espíritu dulce es Marrón.